# Candonidae
Candonidae is een familie van kreeftachtigen uit de klasse van de Ostracoda (mosselkreeftjes).

## Taxonomie

### Onderfamilies
- Candoninae Kaufmann, 1900
- Paracypridinae Sars, 1923

### Geslachten
- Aglaiella Daday, 1910 †
- Aglaiocypris Sylvester-Bradley, 1947
- Coralliaglaia Hartmann, 1974
- Dolerocypria Tressler, 1937
- Fabaeformiscandona Krstic, 1972
- Gerdocypris McKenzie, 1983 †
- Ghardaglaia Hartmann, 1964
- Hansacypris Wouters, 1984
- Mangalocypria Wouters, 1998
- Mungava Harding, 1962
- Neocandona Karanovic, 2005
- Phlyctenophora Brady, 1880
- Physocypria
- Renaudcypris McKenzie, 1980
- Triangulocypris Teeter, 1975